# Eutelia furcicauda
Eutelia furcicauda är en fjärilsart som beskrevs av George Francis Hampson 1905. Eutelia furcicauda ingår i släktet Eutelia, och familjen nattflyn. Arten förekommer i tropiska Afrika och är känd ifrån Guldkusten, Nigeria, Sydafrika och Madagaskar. Inga underarter finns listade i Catalogue of Life.